# Felipe Ortiz

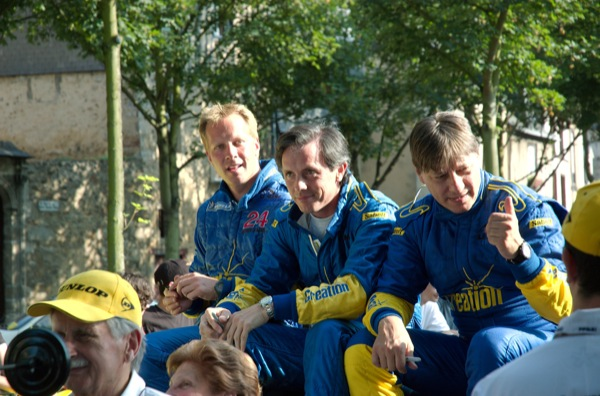
Felipe Ortiz (Mitte) mit Jamie Campbell-Walter (links) und Beppe Gabbiani 2006 in Le Mans

Felipe Ortiz (* 26. Juni 1963 in Genf) ist ein ehemaliger bolivianischer Automobilrennfahrer, der auch die Schweizer Staatsbürgerschaft besitzt.

## Karriere im Motorsport
Felipe Ortiz war in den 1999er- und 2000er-Jahren als Touren- und Sportwagenpilot aktiv. Erste Einsätze hatte er in der Italienischen Tourenwagen-Meisterschaft. Danach kamen Rennstarts in der International Sportscar Racing Series und deren Nachfolgeserie, der FIA-Sportwagen-Meisterschaft. Zum einen Gesamtsieg bei einem Sportwagenrennen reichte es nicht; viermal konnte er jedoch Rennen am zweiten Endrang beenden. Einen dieser zweiten Plätze fuhr er beim 1000-km-Rennen auf dem Nürburgring 2006 ein. Partner im Creation CA06/H waren Beppe Gabbiani und Nicolas Minassian.
Dreimal ging er beim 24-Stunden-Rennen von Le Mans an den Start, wo er jeweils vorzeitig ausfiel.

## Statistik

### Le-Mans-Ergebnisse
| Jahr | Team                      | Fahrzeug        | Teamkollege    | Teamkollege           | Platzierung | Ausfallgrund       |
| ---- | ------------------------- | --------------- | -------------- | --------------------- | ----------- | ------------------ |
| 2003 | Racing for Holland        | Dome S101       | Beppe Gabbiani | Tristan Gommendy      | Ausfall     | Unfall             |
| 2006 | Creation Autosportif Ltd. | Creation CA06/H | Beppe Gabbiani | Jamie Campbell-Walter | Ausfall     | Motorschaden       |
| 2007 | Creation Autosportif Ltd. | Creation CA07   | Shinji Nakano  | Jamie Campbell-Walter | Ausfall     | Zylinder überhitzt |